# Mads Tofte
Mads Tofte (nacido el 20 de abril de 1959) es un informático danés que ha contribuido en particular a la programación funcional y al lenguaje de programación ML estándar.

## Educación
Tofte nació en Lyngby, Dinamarca y creció en Holbæk, Dinamarca. Estudió ciencias de la computación y matemáticas en la Universidad de Copenhague, donde obtuvo una maestría (con el supervisor Neil D. Jones) en 1984; luego en la Universidad de Edimburgo, donde obtuvo un doctorado en 1988 (asesorado por Robin Milner). Es doctor honoris causa 2007 de la Universidad de Kingston.
- Datos: Q6728718